# The Acacia Strain
A The Acacia Strain amerikai deathcore együttes a massachusettsi Chicopee-ből. 2001-ben alakultak meg. A zenekar sűrű tagcseréken esett át, ennek ellenére egészen a mai napig aktívak. Jelenleg csak Vincent Bennett énekes az egyetlen olyan zenész, aki a kezdetektől fogva képviseli a zenekart.
A zenekar több együttest is megjelölt hatásaként (főleg death, thrash és punk zenekarokat): Anal Cunt, Sleep, Metallica, Bad Religion, Down, Black Flag, Sick of It All, Cannibal Corpse, Cattle Decapitation stb.
Magyarországon eddig egyszer léptek fel, 2015-ben, a Dürer Kertben, az ausztrál Northlane és Hellion, illetve az amerikai Volumes zenekarokkal. 2013-ban koncerteztek volna legelőször itthon, szintén a Dürerben, de végül elmaradt a fellépés.

## Tagok
Jelenlegi tagok
- Vincent Bennett – éneklés (2001–)
- Kevin Boutot – dobok, ütőhangszerek (2005–)
- Devin Shidaker – gitár, éneklés (2013–)
- Griffin Landa – basszusgitár (2015–)
- Tom „The Hammer Smith” Jr. – ritmusgitár (2016–)

## Diszkográfia
Stúdióalbumok
- ...And Life is Very Long (2002)
- 3750 (2004)
- The Dead Walk (2006)
- Continent (2008)
- Wormwood (2010)
- Death is the Only Mortal (2012)
- Coma Witch (2014)
- Gravebloom (2017)
- It Comes in Waves (2020)[1]

Egyéb kiadványok
- 2001 Demo
- The Most Known Unknown (2010, DVD)
- Money for Nothing (2013, EP)
- Above/Below (2013, EP)
- The Depression Sessions (split lemez a Thy Art is Murderrel és a Fit for an Autopsy-val, 2016)